# Подкова-Лесьна Західна (станція)
Подкова-Лесьна Західна (пол. Podkowa Leśna Zachodnia) — пасажирська станція польської залізниці, розташована в місті Подкова-Лесьна, яка обслуговує приміські маршрути WKD. 